# Liste der Naturdenkmale in Ulmet
Die Liste der Naturdenkmale in Ulmet nennt die im Gemeindegebiet von Ulmet ausgewiesenen Naturdenkmale (Stand 27. April 2024).

## Naturdenkmale
| Nr.         | Bezeichnung                     | Lage                                      | Beschreibung                  | Bild                                    |
| ----------- | ------------------------------- | ----------------------------------------- | ----------------------------- | --------------------------------------- |
| ND-7336-381 | Dicke Eiche                     | östlich des Ortes auf dem Mühlberg Lage   | auch Kelteneiche; Quercus sp. | Fotos hochladen                         |
| ND-7336-382 | Friedhofsanlage mit Baumbestand | Meisenheimer Straße, bei Nr. 52 Lage      | flächenhaftes Naturdenkmal    | Fotos hochladen                         |
| ND-7336-390 | Fünfstämmige Rotbuche           | westlich des Ortes; Flur Dimpfel Lage     | Fagus sylvatica               | Direkt Bild zu diesem Denkmal hochladen |
| ND-7336-402 | Schillereiche auf dem Wartekopf | westlich des Ortes auf dem Wartekopf Lage | Quercus sp.                   | Fotos hochladen                         |